# Vladímir Sajnov
Vladímir Nikoláyevich Sajnov –en ruso, Владимир Николаевич Сахнов– (Kamenka, URSS, 25 de abril de 1961) es un deportista soviético que compitió en esquí de fondo. 
Participó en dos Juegos Olímpicos de Invierno, entre los años 1984 y 1988, obteniendo una medalla de plata en Calgary 1988, en la prueba de relevo (junto con Vladimir Smirnov, Mijail Deviatiarov y Alexei Prokurorov). Ganó una medalla de plata en el Campeonato Mundial de Esquí Nórdico de 1987, en la misma prueba.

## Palmarés internacional
| Juegos Olímpicos   | Juegos Olímpicos | Juegos Olímpicos | Juegos Olímpicos |
| Año                | Lugar            | Medalla          | Prueba           |
| ------------------ | ---------------- | ---------------- | ---------------- |
| 1988               | Calgary (Canadá) | Medalla de plata | Relevo 4 × 10 km |
| Campeonato Mundial |                  |                  |                  |
| Año                | Lugar            | Medalla          | Prueba           |
| 1987               | Oberstdorf (RFA) | Medalla de plata | Relevo 4 × 10 km |